# Elwetritsche-Brunnen (Neustadt an der Weinstraße)

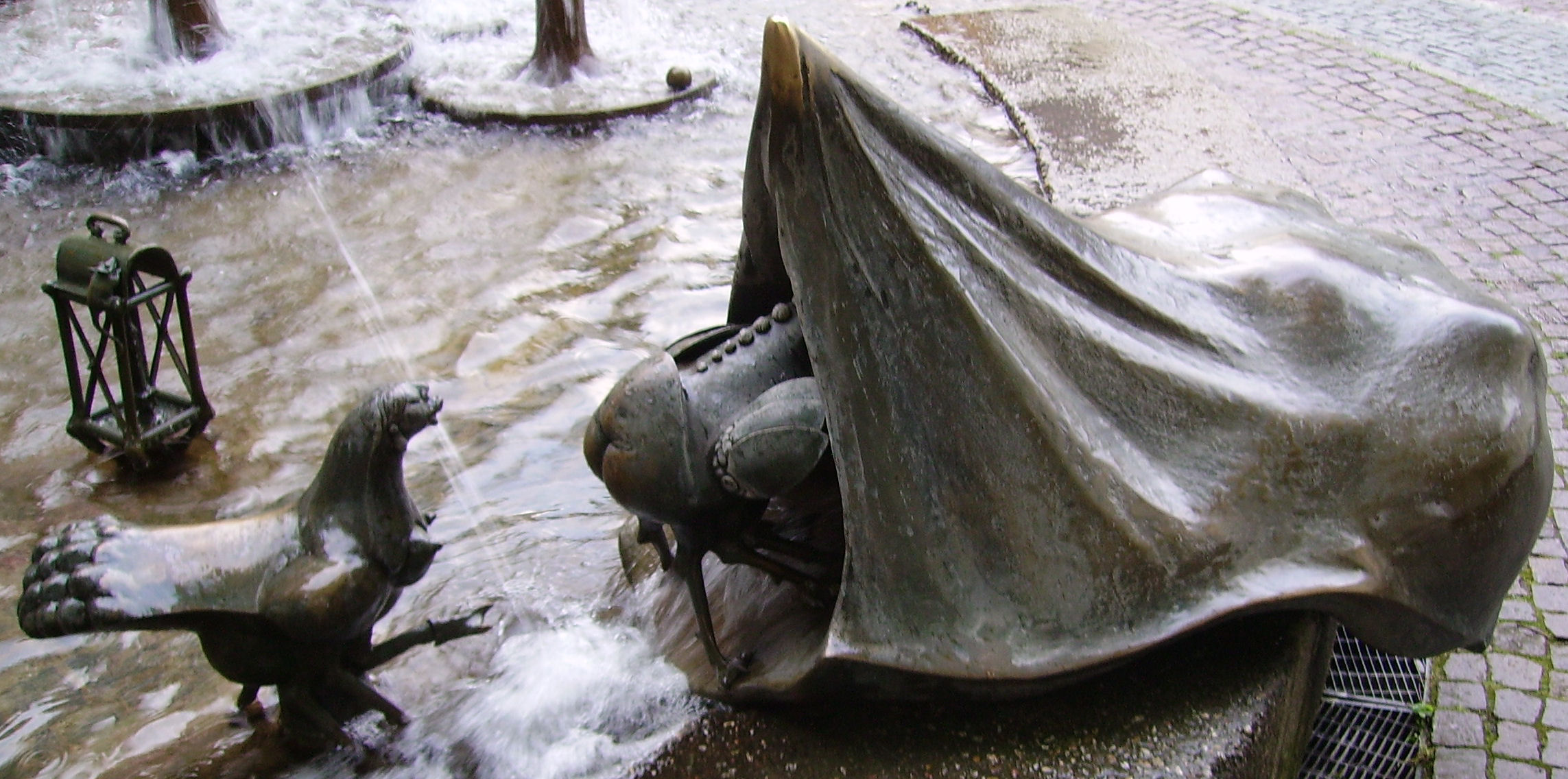
Darstellung einer Elwetrischenjagd am Brunnen

Der Elwetritsche-Brunnen ist ein Brunnen in Neustadt an der Weinstraße.

## Lage
Er befindet sich innerhalb der Neustadter Innenstadt auf dem Marstallplatz. Westlich schließen sich die Stadtbücherei und der Klemmhof an.

## Geschichte
Am Standort befanden sich ursprünglich mehrere Häuser des Klemmhofs, die zuvor im Zuge von dessen Sanierung abgerissen worden waren. Während der Planungen zur Neugestaltung des Geländes fiel die Entscheidung, einen Brunnen zu errichten. Dieser wurde am 22. September 1978 vom Bildhauer Gernot Rumpf erschaffen und ist dem in der pfälzischen Folklore verhafteten Fabelwesen Elwetritsche gewidmet. Die Gesamtkosten, die teilweise von der Bezirksregierung, dem Land Rheinland-Pfalz und dem Bund getragen worden waren, bezifferten sich auf 700.000 D-Mark. Seither gehört der Brunnen zu den am häufigsten frequentierten Orten der Stadt.

## Beschreibung
Der Brunnen ist aus Bronze und zeigt insgesamt 21 Elwetritschen, deren Aussehen teils stark variiert. Einige werden gezeigt, wie sie aus dem Ei schlüpfen. Zudem wird die Szene einer Elwetritschenjagd dargestellt, bei der ein Tier in einen Kartoffelsack hineingeht. Einige Elwetritschen sind mit bis zu drei Schnäbeln ausgestattet. Wie viele andere Brunnen des Künstlers ist dieser mit einer Maus verziert.